# Bouziès
Bouziès is een gemeente in het Franse departement Lot (regio Occitanie) en telt 80 inwoners (2009). De plaats maakt deel uit van het arrondissement Cahors.

## Geografie
De oppervlakte van Bouziès bedraagt 8,6 km², de bevolkingsdichtheid is dus 9,3 inwoners per km².

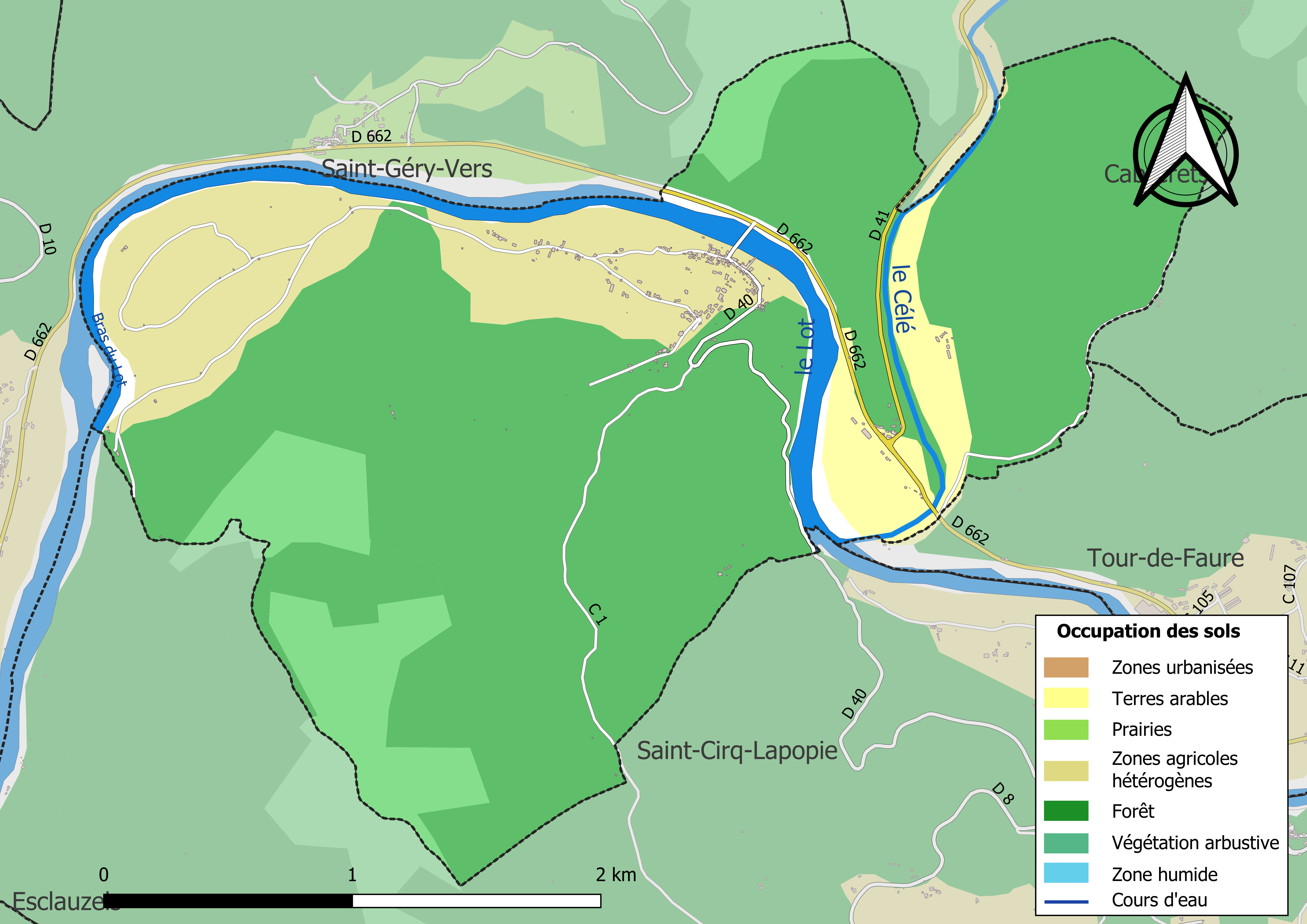
Kaart van de gemeente met de belangrijkste infrastructuur, bodemgebruik en omliggende gemeenten

## Demografie
Onderstaande figuur toont het verloop van het inwonertal (bron: INSEE-tellingen).

## Jaagpad

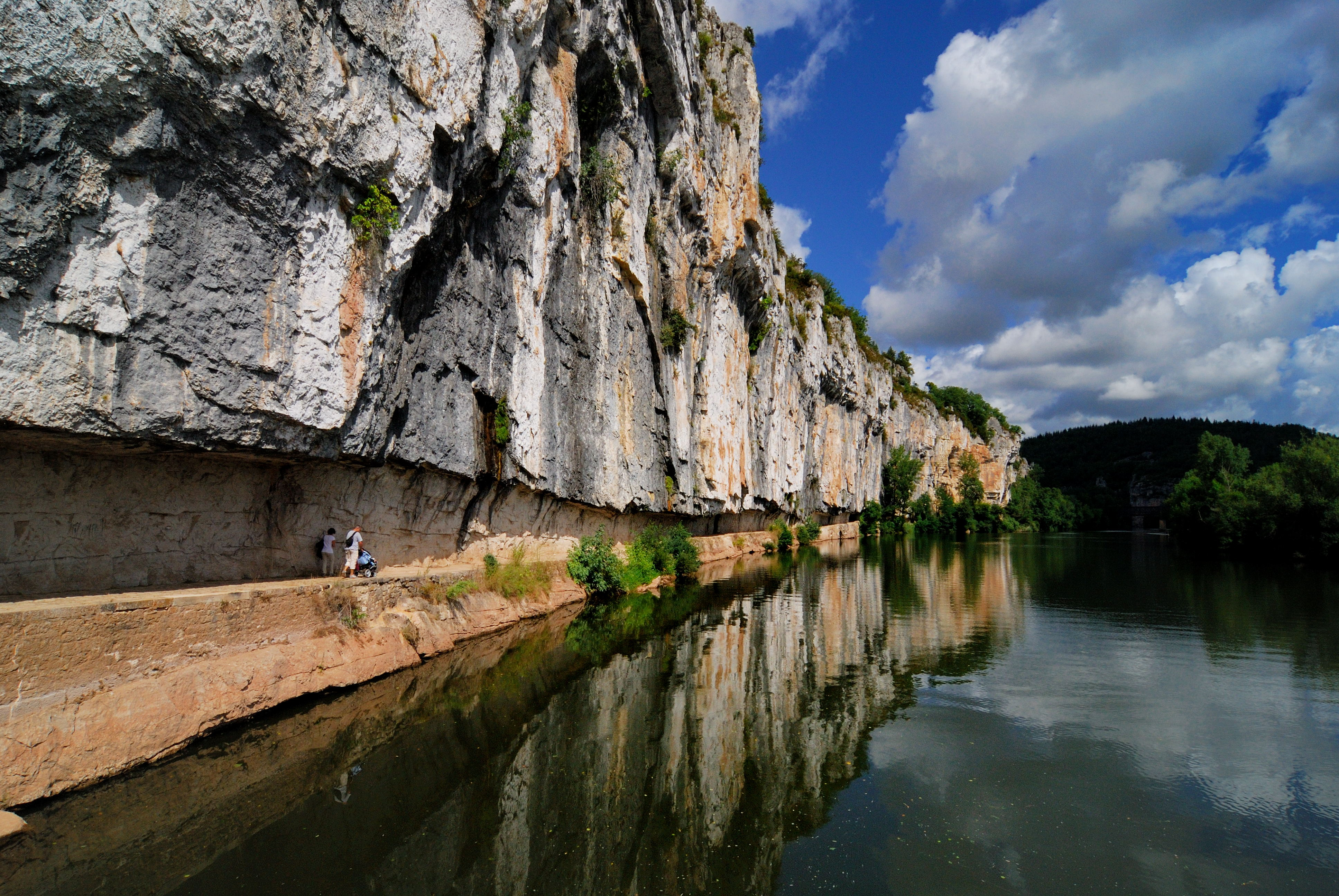
Jaagpad bij Bouziès

Tussen Bouziès en Saint-Cirq-Lapopie ligt een in de rotsen uitgehakt jaagpad (Frans: chemin de halage) van ongeveer een kilometer lang. Het uithakken van het pad vond plaats tussen 1843 en 1847. In 1989 realiseerde beeldhouwer Daniel Monnier een kunstwerk in de rotsen langs het pad.